# Grande Terre

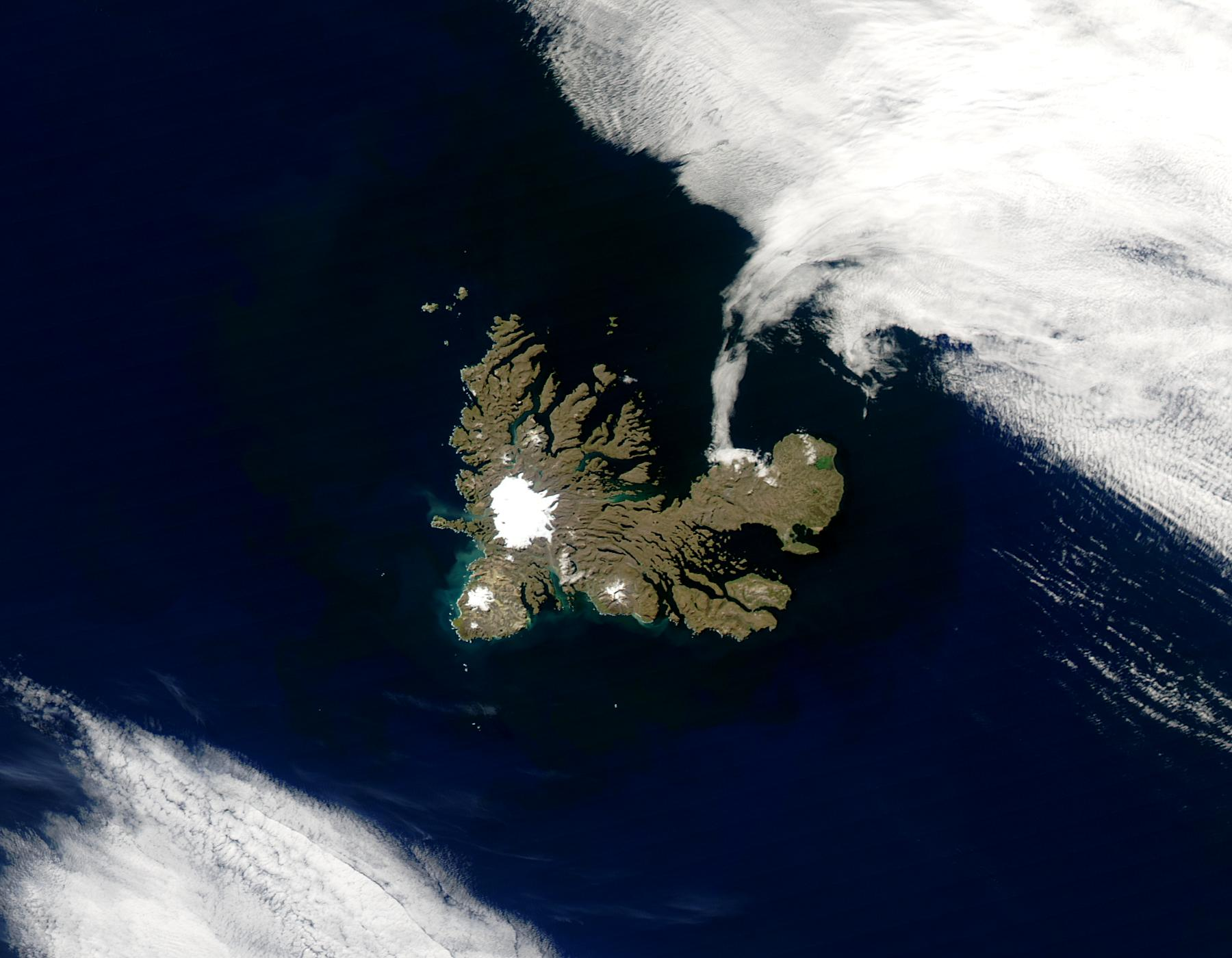
Imatge de satèl·lit de les Illes Kerguelen amb l'Illa de Grande Terre al centre.

L'illa de Grande Terre (Terra Gran, en català), també coneguda com Illa de la Desolació és una illa  francesa de l'oceà Índic, que constitueix la principal illa de l'arxipèlag de les  Kerguelen.
Grande Terre fa uns 150 km d'oest a est i 120 km de nord a sud. La seva superfície és de 6 675 km², per la qual cosa és la tercera illa més gran de França després de Nova Caledònia i Còrsega. Representa el 90% de la superfície total de l'arxipèlag de les Kerguelen.

## Història
Es cataloguen oficialment el 1772, i apareixen oficilament com a "Ile de Nachtegal" al mapa de Philippe Buache de 1754 titulat Carte des Terres Australes comprend entre le Tropique du Capricorne et le Pôle Antarctique où se voyent les nouvelles découvertes faites en 1739 au Sud du Cap de Bonne Esperance ("Mapa de les Terres del Sud contingudes entre el tròpic de Capricorn i el pol antàrtic, on es poden veure els nous descobriments fets el 1739 al sud del cap de Bona Esperança"). És possible que aquest primer nom fos després del vaixell De Zeeuwsche Nachtegaal d'Abel Tasman. Al mapa de Buache, l' "Ile de Nachtegal" es troba a 43° S, 72° E, uns 6° al nord i 2° a l'est de la ubicació acceptada de Grande Terre.
Les illes van ser descobertes oficialment pel navegant francès Yves-Joseph de Kerguelen-Trémarec el 12 de febrer de 1772. L'endemà, Charles de Boisguehenneuc va desembarcar i va reclamar l'illa per a la corona francesa. Yves de Kerguelen va organitzar una segona expedició el 1773 i va arribar a la "baie de l'Oiseau" el desembre de 1773. El 6 de gener de 1774 va manar al seu lloctinent, Henri Pascal de Rochegude, que deixés un missatge notificant als transeünts dels dos passatges i de la reivindicació francesa de les illes.
Després del seu descobriment, l'arxipèlag va ser visitat regularment per baleners i navegants, majoritàriament britànics, nord-americans i noruecs, que caçaven les poblacions de balenes, foques i elefants marins, fins al punt de gairebé extinció, a causa del comerç de la pell entre el segle xviii i XIX. L'era de la caça de foques va durar des de 1781 fins a 1922, temps durant el qual es registren 284 visites, nou de les quals van acabar quan el vaixell va naufragar.  La industrial balenera moderna, associat a les estacions de pesca de balenes, es va produir de manera intermitent entre 1908 i 1956. Al final d'aquesta etapa, la majoria de les espècies van augmentar la seva població.